# Cyathea aspera
Cyathea aspera är en ormbunkeart som först beskrevs av Carolus Linnaeus, och fick sitt nu gällande namn av Olof Peter Swartz. Cyathea aspera ingår i släktet Cyathea och familjen Cyatheaceae. Inga underarter finns listade.